# ويلي موريس
ويلي موريس (بالإنجليزية: Willie Morris)‏ (29 نوفمبر 1934، جاكسون في الولايات المتحدة - 2 أغسطس 1999، نيويورك في الولايات المتحدة)؛ كاتب سيناريو، صحفي وروائي أمريكي.

## الجوائز
- منحة رودس

## روابط خارجية
- ويلي موريس على موقع IMDb (الإنجليزية)
- ويلي موريس على موقع إن إن دي بي (الإنجليزية)
- ويلي موريس على موقع قاعدة بيانات الفيلم (الإنجليزية)